# Martinsreuth (Heinersreuth)
Martinsreuth ist ein Gemeindeteil von Heinersreuth im oberfränkischen Landkreis Bayreuth in Bayern. Martinsreuth liegt in der Gemarkung Cottenbach.

## Geografie
Die Einöde liegt im Talgrund des Roten Mains. In der Nähe befindet sich eine Feuchtwiese, die als Naturdenkmal ausgezeichnet ist. Eine Gemeindeverbindungsstraße führt nach Unterkonnersreuth (0,9 km nordwestlich) bzw. nach Cottenbach zur Kreisstraße BT 14 (0,7 km östlich). Eine weitere Gemeindeverbindungsstraße führt ebenfalls zur BT 14 (0,7 km südlich).

## Geschichte
Martinsreuth gehörte zur Realgemeinde Heinersreuth. Gegen Ende des 18. Jahrhunderts bestand Martinsreuth aus einem Anwesen. Die Hochgerichtsbarkeit stand dem bayreuthischen Stadtvogteiamt Bayreuth zu. Die Amtsverwaltung Heinersreuth war Grundherr des Söldengutes.
Von 1797 bis 1810 unterstand der Ort dem Justiz- und Kammeramt Bayreuth. Mit dem Gemeindeedikt wurde Martinsreuth dem 1812 gebildeten Steuerdistrikt Ramsenthal und der zugleich gebildeten Ruralgemeinde Cottenbach zugewiesen. Am 1. Mai 1978 wurde Martinsreuth im Zuge der Gebietsreform in Bayern in die Gemeinde Heinersreuth eingegliedert.

### Einwohnerentwicklung
| Jahr      | 001819 | 001822 | 001861 | 001871 | 001885 | 001900 | 001925 | 001950 | 001961 | 001970 | 001987 |
| Einwohner | 16     | 12     | 16     | 16     | 18     | 16     | 15     | 29     | 17     | 11     | 9      |
| Häuser    |        | 2      |        |        | 2      | 2      | 2      | 2      | 3      |        | 2      |
| Quelle    | [ 9 ]  | [ 6 ]  | [ 10 ] | [ 11 ] | [ 12 ] | [ 13 ] | [ 14 ] | [ 15 ] | [ 16 ] | [ 17 ] | [ 1 ]  |

## Religion
Martinsreuth ist evangelisch-lutherisch geprägt und war ursprünglich nach St. Georgen (Bayreuth) gepfarrt. Seit Mitte des 20. Jahrhunderts ist die Pfarrei Versöhnungskirche (Heinersreuth) zuständig.